# Aurélie de Rome
Pour les articles homonymes, voir Sainte Aurélie.
Aurélie de Rome (en latin, Aurelia ou parfois Valeria dans le Martyrologe romain), est une sainte, vierge, et martyre, fêtée le 2 décembre par l'Église catholique sous le nom de sainte Aurélie. Elle est une des saintes patronnes de l'archidiocèse de Monaco. Les circonstances de sa mort, sous Valérien, sont incertaines, ainsi que ses reliques, qui sont revendiquées en plusieurs lieux.

## Hagiographie
Sainte Aurélie aurait été immolée en raison de sa foi en Jésus-Christ sous l’empereur Valérien, vers 260. Son martyre aurait eu lieu avec sa mère Martane, la parente d’Adrias, qui fut martyrisé quelques années plus tôt avec les saints Hippolyte (son beau-frère, ermite), Pauline (son épouse), Eusèbe (prêtre), Marcel (diacre), Néon et Marie (ses enfants).
Aurélie et sa mère, revenant de Grèce, plusieurs mois après le martyre d’Adrias, apprirent qu’il était mort pour la foi. Elles s’installèrent près de son tombeau, sur la voie Appienne (via Appia), aux portes de Rome. Là, elles veillaient et priaient nuit et jour. Un jour, elles furent arrêtées par les soldats romains, qui leur demandèrent d'apostasier, ce qu'elles refusèrent. Elles furent alors martyrisées. Leurs reliques furent prises et déposées non loin dans la catacombe de Saint-Calixte.
Les faits sont rapportés par le moine bénédictin du XIIe siècle, Guillaume de Malmesbury, à partir d'un guide du VIIe siècle, Notitia portarum, viarum, ecclesiarum circa urbem Romam, qu'il ajoute en appendice à son opus magnus, Gesta Regum Anglorum (La Geste des Rois d'Angleterre). Ceux-ci, comme le Martyrologe romain, associent la mémoire liturgique aux "martyrs grecs" de Rome : Hippolyte, Maxime, Adrias, Pauline, Néon, Marie, Martane et Aurélie. L'archéologue italien Giovanni Battista de Rossi a néanmoins mis en évidence des anachronismes dans cet unique manuscrit latin qui rapporte les faits : alors que la date indiquée est "Valeriano et Lucullo consulibu" (265 après J.-C.), l'empereur persécuteur est présenté comme étant Dèce (250-252) et l'évêque romain Étienne (254-257). Le récit lui-même se déroule selon la façon trop connue des légendes romaines, aucun épisode ne se présente comme le vestige d'une tradition sérieuse, pourtant, les récits sont ceux de martyrs authentiques : le soin avec lequel l'hagiographe a noté les anniversaires indique qu'ils ont dû être l'objet d'un culte liturgique précoce, bien que d'importance limitée. 

## Aurélie, unnomen omen
Aurélie, ou Aurelia, est un nom fréquemment apposé à celui des jeunes femmes, vierges et martyres dans les catacombes de Rome. Ainsi déjà, dans le récit du Liber Pontificalis (Éd. Duchesne, I, 466), l'inscription gravée sur le sarcophage  de sainte Pétronille, la fille putative de saint Pierre, est donnée ainsi : Aureae Petronillae Filiae Dulcissimae (de la Pétronille dorée, la fille la plus douce). Dès le XVIe siècle, on interprète le premier mot comme étant Aureliae, de sorte que le nom du martyr était Aurelia Petronilla. Certains en ont induit que Pétronille était peut-être une parente des Flavii chrétiens, qui descendaient de la famille sénatoriale des Aurelii.   
Au IIIe siècle, la Constitutio antoniniana de l'empereur Caracalla, appelé Marcus Aurelius Severus Antoninus Augustus, accorde la citoyenneté romaine à tous les résidents libres de l'Empire. Après cela, un grand nombre de nouveaux citoyens choisiront le nomen Aurelius, en l'honneur de leur protecteur. Le nom était si omniprésent dans les derniers siècles de l'Empire qu'il est souvent abrégé en Aur., et il devient difficile de distinguer les membres de la famille Aurelii d'autres personnes portant le nom. Constantin, le premier empereur chrétien de Rome, est aussi un Aurelius ; il n'est donc pas surprenant de retrouver de nombreuses saintes et martyres de ce nom au cours des premiers siècles du christianisme.
D'autres historiens ne voient dans le nom d'Aurélie pas plus qu'un nomen omen, un présage et une attribution par le nom de la gloire et des mérites d'une sainte, vierge et martyre. Aurélie, du mot aurum en latin, signifiant « or », est donc la sainte dont la gloire dans les cieux est promise à être plus splendide encore que l'or. Cette explication étymologique permet de comprendre l'éventuelle confusion de plusieurs personnages historiques distincts, confondus par leur mérite égal face au martyre.

## Reliques
De nombreuses églises revendiquent les reliques de sainte Aurélie.

### La translation des reliques de sainte Aurélie à Monaco en 1641
Des reliques de sainte Aurélie, conservées par la famille Spinola, sont données à Honoré II par Luca Spinola, père de la future épouse, Aurelia Spinola, à l'occasion de leur mariage célébré par Don Dominique Pacchiero. Les reliques sont arrivées le 22 juillet 1641 à Monaco, et ont été authentifiées le 3 août suivant par l'évêque de Nice, Mgr Jacquemin Marenco, avec l'expertise d'un médecin. Le culte et un office public ont été approuvés l'année suivante par Rome. La fête de sainte Aurélie a été célébrée avec beaucoup de ferveur chaque premier dimanche d'août à Monaco jusqu'à la Révolution française.

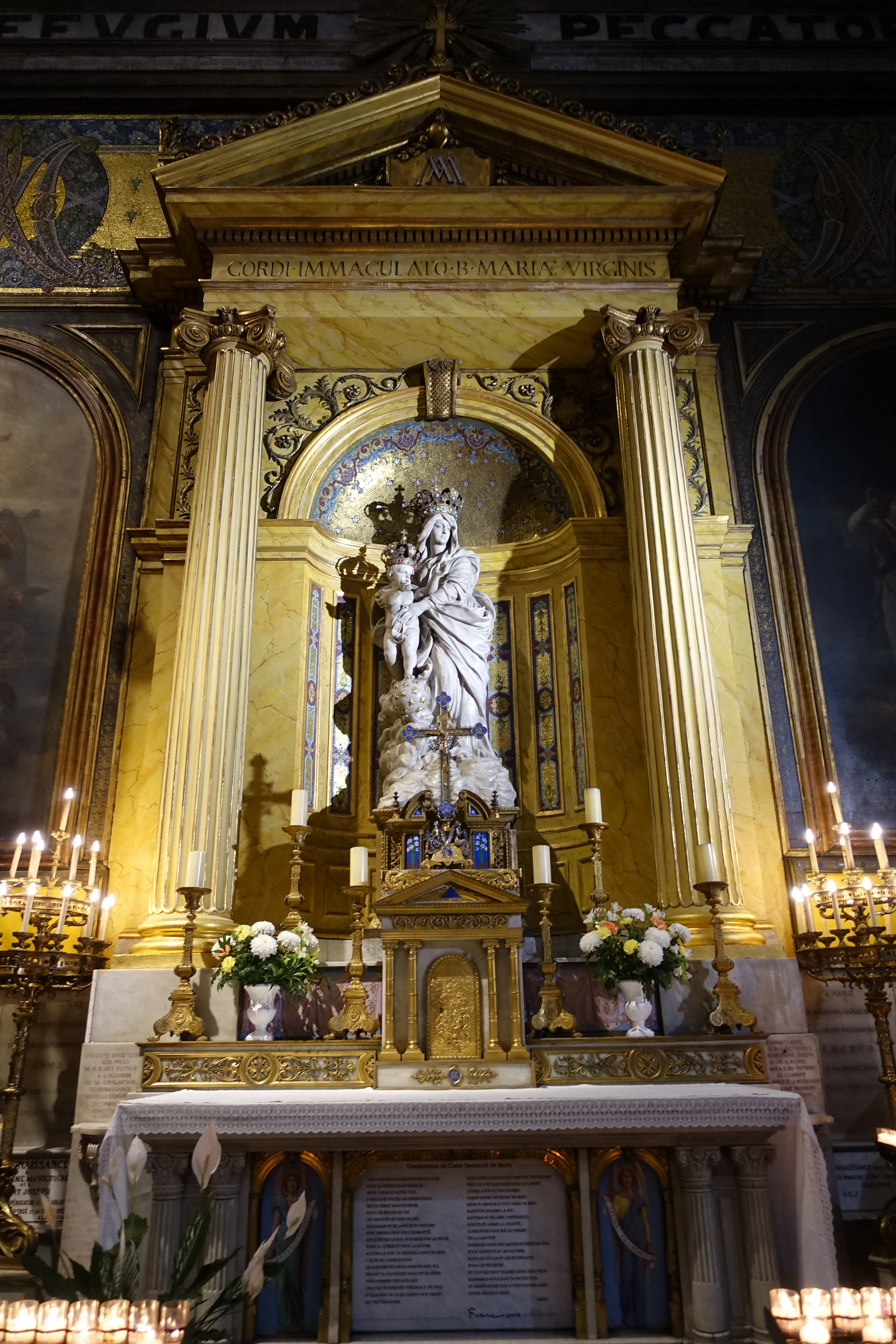
Reliques de sainte Aurélie de Rome au pied de la statue de Notre-Dame des Victoires, Paris 2e arrondissement.

### La redécouverte des reliques de sainte Aurélie à Rome en 1842
Un tombeau à l'épitaphe de sainte Aurélie a été redécouvert dans une galerie de la catacombe de sainte Priscille, à Rome, dans les premiers jours d’avril 1842.
La pierre tumulaire portait l’inscription : Aureliae, bene merenti accompagnée de l’image du Bon Pasteur et du monogramme du Christ.
Trois mois après la découverte du corps de la jeune Aurélie, le pape Grégoire XVI a donné ses reliques au curé de Notre-Dame des Victoires à Paris, pour son église. L’abbé Desgenettes était de passage à Rome pour recevoir la bénédiction du Saint-Père et le remercier d’avoir érigé son association mariale en archiconfrérie. La translation solennelle du corps saint dans la châsse installée au pied de l’autel de Notre-Dame, eut lieu lors de la fête de l’Annonciation, le 25 mars 1843.
Les reliques sont encore exposées à la vénération des fidèles à la basilique Notre-Dame des Victoires.

### Une autre sainte Aurélie à Rome découverte en 1868
L'archéologie chrétienne a mis au jour une autre sainte et martyre du nom d'Aurélie, martyre sous Aurélien (270-275). Ses reliques sont à l'autel principal de l'église Sainte-Croix-et-Saint-Bonaventure dei Lucchesi (it), à Rome. 
D'autres reliques attribuées à sainte Aurélie de Rome ont été données en 1868 par Pie IX, et elles sont conservées au conservatoire Saint-Pascal-Baylon (sv), Via Anicia. La statue de cire, qui les enferme, est visible dans une urne placée sous l'autel principal de la chapelle dédiée à saint Pascal Baylon.